# 东皇街道 (平舆县)
东皇街道，是中华人民共和国河南省驻马店市平舆县下辖的一个乡镇级行政单位。

## 行政区划
东皇街道下辖以下地区：
五里社区、徐寨社区、李庄社区、王寨社区、张奶奶庙社区、段营社区、蔡营社区、张营社区、小陈社区和刘凡社区。